# Iveco Eurostar
L'Iveco Eurostar è un autocarro e trattore stradale prodotto dall'Iveco di Torino, destinato al trasporto pesante di merci a lungo raggio.
È il 1993 quando la gamma Iveco si rinnova completamente: ai già presentati Eurocargo (1991) ed Eurotech (1992) vengono affiancati i nuovi arrivati Eurotrakker, pensato per impieghi gravosi in cava-cantiere, ed Eurostar, un veicolo destinato a sostituire il modello Turbostar, in produzione dalla seconda metà degli anni ottanta.

## Storia
Venne presentato inizialmente con tre motorizzazioni: un 6 cilindri da 9.495 cm³ che erogava 375 cavalli a 2100 giri al minuto, il noto 420 cavalli da 13.798 cm³, montato anche sugli Eurotech e, oltre a questi, un potente motore a 8 cilindri a V, siglato 8280.42S, che sviluppava 514 cavalli a 1800 giri/min, derivato da rielaborazione e dall'aggiornamento del V8 che equipaggiava i Turbostar 190-48. Tuttavia, nel 1995, in casa Iveco esordì anche un nuovo motore: l'8210.42S, un 6 cilindri in linea da 13.798 cm³, in grado di fornire 469 cavalli a 1800 giri/min.
I cambi di velocità erano due scatole a sedici rapporti sincronizzati con griglia ad H affiancate, prodotte dalla ZF (16S151 per il 380 cavalli, 16S221 per i 420, 470 e 520), oppure tre scatole a dodici rapporti non sincronizzati, disposti su griglia ad H semplice, realizzate dalla Eaton e sviluppate con tecnologia Twin-Splitter (TS11612 per il 380, TS13612 per il 430, TS16612 per 470 e 520). Solo nel '95, con l'avvento del motore da 470 cavalli, Iveco iniziò a commercializzare veicoli dotati di cambi automatizzati denominati "EuroTronic", frutto di una collaborazione fra Iveco e ZF, destinate, però, ad equipaggiare soltanto gli Eurotech E38 e gli Eurostar E38 ed E47.
Tra 1998 e 1999 avvenne la svolta: l'introduzione di motori Cursor che rispondevano alle normative Euro 2 e, successivamente, Euro 3, aprì le porte ad una nuova era di veicoli di cui sarebbe stato il futuro portavoce, nel 2002, lo Stralis.
La gamma di motori Cursor che equipaggiava gli Eurostar era composta da due motorizzazioni, entrambe denominate Cursor 10 (10.300 cm³), una da 400 cavalli e l'altra da 430; poco tempo dopo, però, debuttò il Cursor 13 da 460 cavalli (Euro 2) e da 480 cavalli (Euro 3).

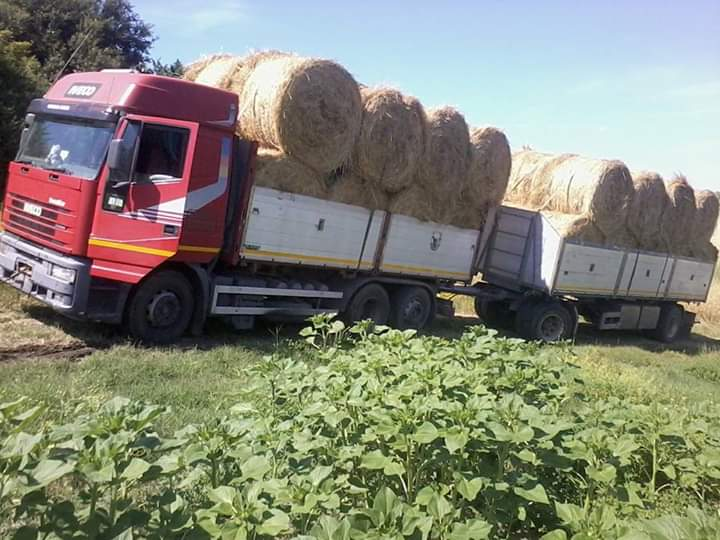
Iveco Eurostar

Fin dall'inizio, l'Eurostar dimostrò sempre la sua attitudine a impieghi a lungo raggio: le cabine stesse, larghe fino ai limiti massimi consentiti dal codice della strada, ne erano testimoni. Quattro erano, in tutto, le cabine disponibili: una cabina corta con tetto basso, una cabina profonda con tetto basso, una cabina profonda con tetto rialzato e, infine, una cabina ulteriormente alta, che garantiva il massimo comfort, ma non era adatta a tutti gli allestimenti.